# Sebastolobus alascanus
Sebastolobus alascanus is een  straalvinnige vissensoort uit de familie van schorpioenvissen (Sebastidae). De wetenschappelijke naam van de soort is voor het eerst geldig gepubliceerd in 1890 door Bean.
De soort staat op de Rode Lijst van de IUCN als Bedreigd, beoordelingsjaar 2000.